# Go Jetters
A Go Jetters 2015 és 2020 között futott brit animációs kalandsorozat, amelyet Katie Simmons és Barry Quinn alkotott a BBC számára. A sorozat nyomon követi 4 hős, Xuli, Kyan, Lars és Foz, valamint mentoruk és tanáruk, Ubercorn, illetve Glitch nagymester világkörüli kalandjait. 
A sorozatot az Egyesült Királyságban 2015. október 26-án a CBeebies, míg Magyarországon az M2 mutatta be 2022. július 12-én.

## A sorozat története
A sorozat története egy egyperces, "Titch Hikers" névre hallgató pilot-epizóddal kezdődött, majd jött a Go Jetters Game a Cbeebies weboldalán, aminek olyan nagy lett a sikere, hogy a sorozatot el is kezdték gyártani.

## Szereplők
Xuli - aki a tüzes, szerepe a pilótázás. Spanyolországból származik, és nagyon makacs, sőt, néha önző is tud lenni, ami "Nem menő!". A Go Jet Akadémia egyenruháját viseli lila és sárga színekben, a Go Jetters-jelvény mellett pedig található két stilizált szárny, utalva az ő vezetőképességére. Az ő speciális kütyüje a Go Merülő. Debütálása az "Eiffel-torony" című epizódban volt.
Kyan - aki az ász, a Go-t helyezi a csapatba. Kínai-amerikai, tehát családja egy része Kínában, a másik része pedig Amerikában él. Ez pedig "Királyság!". A Go Jet Akadémia egyenruháját viseli sötétkék és narancssárga színekben, a Go Jetters-jelvény fölött elível az alsó, narancssárga színű rész. Az ő speciális kütyüje a Go Láb. Debütálása az "Eiffel-torony" című epizódban volt.
Lars - aki a kedves, nagyon jó a dolgok javításában. Nagy-Britanniából származik, és mindig elbűvöli őt minden egyes dolog, ami a természettel kapcsolatos, ez pedig annyira "Nagyszerű!". Köztudott róla, hogy nagyon szereti az állatokat és a természetet, ami több alkalommal is beigazolódik. A Go Jet Akadémia egyenruháját viseli piros és fehér színekben, a Go Jetters-jelvényét pedig körülveszi egy fogaskerék, utalva az ő szerelőképességére. Az ő speciális kütyüje a Go Fúró. Debütálása az "Eiffel-torony" című epizódban volt.
Foz - aki az ész, az egyik legnélkülönözhetetlenebb tagja a Go Jetters-csapatnak. Szintén Nagy-Britanniából származik, és mindig "Ergo"-t mond akkor, amikor valamit hozzá akar fűzni valamihez. Előfordul, hogy képletszerűen beszél (X+Y=Z), így néha a többiek nem értik meg, mit is akar ő mondani. A Go Jet Akadémia egyenruháját viseli ciánkék és sárga színekben, a Go Jetters-jelvényét pedig körülveszi egy sárga törött kör, ami után még következik egy. Az ő speciális kütyüje a Go Óriás. Debütálása az "Eiffel-torony" című epizódban volt.
Tala - aki az ökológus, mindig jót akar tenni. Eléggé naív, ami sokszor vezet problémához, de a többiek még így sem haragudnak meg rá. Származását nem tudjuk, feltehetően keverék. A Go Jet Akadémia egyenruháját viseli zöld és sárga színekben, a Go Jetters-jelvénye viszont nem olyan, mint amilyen a többieknek. Nincs speciális kütyüje, de több alkalommal is használt kütyüt. Debütálása a "Go Jet Akadémia: A nagy méhrablás" című epizódban volt.
Ubercorn - aki a menő, egy antropomorf egyszarvú. Minden egyes epizódban elviszi a Go Jettereket egy nevezetességhez, miközben elmond nekik 3 menő tényt. Debütálása az "Eiffel-torony" című epizódban volt.
Glitch nagymester - aki a Go Jetters elsődleges antagonistája, célja a Go Jetterek megakadályozása. Minden egyes epizódban megrongál egy nevezetességet. Debütálása az "Eiffel-torony" című epizódban volt.
A grimbotok - akik Glitch nagymester játékos csatlósai, minden alkalommal részt vesznek a malackodásokban. Debütálásuk az "Eiffel-torony" című epizódban volt.

## Szereposztás
| Szereplő          | Eredeti hang        | Magyar hang     |
| ----------------- | ------------------- | --------------- |
| Xuli              |                     | Laudon Andrea   |
| Kyan              |                     | Hám Bertalan    |
| Lars              | Syrus Lowe          | Pálmai Szabolcs |
| Foz               | John Hasler         | Kisfalusi Lehel |
| Tala              |                     | Pekár Adrienn   |
| Übercorn          | Tommie Earl Jenkins | Tokaji Csaba    |
| Glitch nagymester |                     | Seder Gábor     |

## Magyar változat
- Bemondó: Korbuly Péter
- Főcímdal: Veres Mónika Nika
- Magyar szöveg: Makmart Zsófia
- Hangmérnök: Németh Martin Olivér
- Gyártásvezető: Gyarmati Zsolt
- Szinkronrendező: Pellerné Kőfaragó Katalin, Szabó Zselyke
- Produkciós vezető: Pitka Irén
- További magyar hangok: Orbán Gábor, Bor László, Sipos Eszter Anna, Nádasi Veronika, Szabó Zselyke

A szinkront az MTVA megbízásából a Masterfilm Digital készítette.

## Járművek
A sorozat folyamán több járművet is be kellett vessenek a küldetések megmentése miatt.
A Sugárrepcsi – a Go Jetters és Ubercorn főhadiszállása és lakóhelye, tud beszélni. Elektromos árammal működik, és az egyik epizódban a Niagara-vízesésnél töltődik. Debütálása az "Eiffel-torony" című epizódban volt.
A Berregő – a Go Jetters elsődleges bevetési járműve, a kezdetektől fogva használják. Elsődleges irányítója Xuli, de a többi Go Jetter is vezette már legalább egyszer. Debütálása az "Eiffel-torony" című epizódban volt.
A TerepRobi – a Go Jetters másodlagos bevetési járműve, főként a Go Jet Akadémia-epizódokban használják. Elsődleges irányítója Lars, de Fozt, Talát és Glitchéket leszámítva minden egyes főszereplő vezette. Debütálása a "Go Jet Akadémia: Mesterséges korallzátony" című epizódban volt.
A Grimbázis – a Sugárrepcsihez hasonló szerepet tölt be, csak annyi a különbség, hogy ez Glitch nagymester és a grimbotjai főhadiszállása. Debütálása az "Eiffel-torony" című epizódban volt. 
A Grimmadár – a Berregőhöz hasonló szerepet tölt be, csak annyi a különbség, hogy egyszemélyes és nincs benne biztonsági öv.

## Epizódok
A sorozat 3 évadból és 154 11 perces epizódból áll.